# Luigi Beccali
Luigi Beccali (19 de novembre, 1907 - 29 d'agost, 1990) fou un atleta italià que participava en 1.500 metres llisos.
Nascut a Milà, Luigi Beccali practicava de jove tant el ciclisme com l'atletisme, però finalment es decantà per aquest darrer esport per influència de l'entrenador Dino Nai.
Fou campió italià dels 1500 metres de 1928 a 1931. El 1932 va prendre part en els Jocs Olímpics d'Estiu de Los Angeles, on guanyà la medalla d'or en la prova dels 1.500 metres.
L'any 1933 Beccali va batre tres rècords del món. Primer igualà el de Jules Ladoumègue dels 1.500 de 3:49.2, i més tard el rebaixà fins als 3:49.0. També va batre el rècord de les 1.000 iardes amb un temps de 2:10.0.
Guanyà els 1.500 metres a la primera edició dels Campionats d'Europa de l'any 1934, però fou batut per Jack Lovelock als Jocs de 1936, on fou medalla de bronze. També fou tercer als Campionats d'Europa de l'any 1938. També guanyà les edicions del campionat d'Itàlia dels 1.500 de 1934 a 1938 i el dels 5.000 metres l'any 1935.
Un cop retirat de l'atletisme es traslladà als Estats Units per motius de feina. Va morir a Daytona Beach, Florida el 1990.